# Nova Monte Verde
Nova Monte Verde es un municipio brasilero del estado de Mato Grosso. 

## Historia
Tiene un nombre de origen geográfico, en referencia a una colina denominada Monte Verde. También se inspiró en este término la empresa colonizadora, denominándose así Imobiliaria Monte Verde. La propaganda de nuevo suelo fértil corrió como la pólvora y en breve, centenares de familias pasaron a componer el núcleo, en aquel momento conocido como Monte Verde.
Los pioneros escogieron el día 19 de agosto como fecha de fundación del lugar, al ser este el primer día en que llegaron las primeras familias de colonos a la localidad.
En 1988, fue creado el distrito de Monte Verde. La Ley n.º 5.915, de 20 de diciembre de 1991, creó el municipio de Nova Monte Verde. El término "Nova", fue añadido para diferenciar el municipio mato-grossense de otros, homónimos, uno en el Estado de Río de Janeiro, uno en Minas Gerais y otro en São Paulo.

## Geografía
Se localiza a una latitud 09º58'56" sur y a una longitud 57º32'05" oeste, estando a una altitud de 330 metros, se encuentra a 972 km de la capital Cuiabá, y con las ciudades vecinas de Nova Bandeirantes y Apiacás. Su población estimada en 2004 era de 8.254 habitantes.
Los inicios de Nova Monte Verde datan del período de los incentivos fiscales de 1970, cuando se registró una duplicación del movimiento colonizador de Alta Floresta. Fue fruto de la colonización en zonas urbanas y rurales, previamente divididas, formando un modelo de agrovillas.

### Hidrografía
Su hidrografía se basa en pequeños arroyos y ríos, siendo el río San Juan el mayor río del municipio.

## Carreteras
- MT-208

## Política
- Concejales Municipales Electos 2004:

Nombre: BENEDITO GOMES - PRESIDENTE De la CAMARA
Formación: primaria incompleta 
Partido: PL 
Sexo: Masculino 
Edad: 50 
Ocupación: Otros 
Cantidad de Votos: 141 
Estado Civil: Casado(a) 
Nacionalidad: Brasilera 
Nombre: DULIVAR Dos Santos 
Formación: primaria incompleta
Partido: PFL 
Sexo: Masculino 
Edad: 52 
Ocupación: No conocida
Cantidad de Votos: 221 
Estado Civil: Casado(a) 
Nacionalidad: Brasilera 
Nombre: ELIZANGELA RODRIGUES Da Silva 
Formación: Superior completo 
Partido: PPS 
Sexo: Femenino 
Edad: 31 
Ocupación: Administrador 
Cantidad de Votos: 185 
Estado Civil: Soltero(a) 
Nacionalidad: Brasilera 
Nombre: JOSE CARLOS MARTINS MURARO 
Formación: Secundaria completa
Partido: PSDB 
Sexo: Masculino 
Edad: 50 
Ocupación: Comerciante 
Cantidad de Votos: 109 
Estado Civil: Casado(a) 
Nacionalidad: Brasilera 
Nombre: LEONILDA RODRIGUES ALFIERI 
Instrução: Secundaria completa
Partido: PFL 
Sexo: Femenino 
Edad: 55 
Ocupación: Ama de Casa 
Cantidad de Votos: 146 
Estado Civil: Casado(a) 
Nacionalidad: Brasilera 
Nombre: OTONIEL Dos Santos 
Formación: Superior incompleto 
Partido: PSDB 
Sexo: Masculino 
Edad: 42 
Ocupación: Profesor de Educación de Primer y Segundo grado 
Cantidad de Votos: 144 
Estado Civil: Viudo(a) 
Nacionalidad: Brasilera 
Nombre: PEDRO INACIO DE OLIVEIRA 
Formación: Lee y escribe
Partido: PSB 
Sexo: Masculino 
Edad: 35 
Ocupación: No conocida 
Cantidad de Votos: 84 
Estado Civil: Casado(a) 
Nacionalidad: Brasilera 
Nombre: PEDRO LOPES Hijo 
Formación: Primaria incompleta
Partido: PPB (PP)* 
Sexo: Masculino 
Edad: 52 
Ocupación: Ganadero 
Cantidad de Votos: 367 
Estado Civil: Casado(a) 
Nacionalidad: Brasilera 
Nombre: REINOLDO FREDERICO NOETZOLD 
Instrução: Primaria incompleta
Partido: PFL 
Sexo: Masculino 
Edad: 58 
Ocupación: Comerciante 
Cantidad de Votos: 161 
Estado Civil: Viudo(a) 
Nacionalidad: Brasilera 